# Caterectus
Caterectus är ett släkte av skalbaggar. Caterectus ingår i familjen vivlar.
Kladogram enligt Catalogue of Life:
| Caterectus | \| \| Caterectus granicollis \| \| \| \| \| \| Caterectus insularis \| \| \| \| |
|            | \| \| Caterectus granicollis \| \| \| \| \| \| Caterectus insularis \| \| \| \| |
|            | Caterectus granicollis                                                          |
|            |                                                                                 |
|            | Caterectus insularis                                                            |
|            |                                                                                 |